# Merry-Go-Round (1981)
Merry-Go-Round is een Franse misdaadfilm uit 1981 onder regie van Jacques Rivette.

## Verhaal
Twee zussen zijn op zoek naar hun verdwenen vader. Op een dag ontmoet een van hen een jonge Amerikaan. Ze komen erachter dat ze een afspraak hebben met dezelfde persoon.

## Rolverdeling
| Acteur                 | Personage            |
| ---------------------- | -------------------- |
| Maria Schneider        | Léo                  |
| Joe Dallesandro        | Ben                  |
| Danièle Gégauff        | Élisabeth            |
| Sylvie Matton          | Shirley              |
| Frabçoise Prévost      | Renée Novick         |
| Maurice Garrel         | Julius Danvers       |
| Michel Berto           | Jérôme               |
| Dominique Erlander     | Secretaresse         |
| Frédéric Mitterrand    | Raadsman             |
| Jean-François Stévenin | Decorateur           |
| Pascale Dauman         | Verpleegster         |
| Marc Labrousse         | Medeplichtige        |
| Jean Hernandez         | Medeplichtige        |
| Benjamin Legrand       | Chauffeur            |
| Florence Bernard       | Vrouw op het kerkhof |